# Alexander Kølpin
Alexander Kølpin (Charlottenlund, 1º giugno 1965) è un ex ballerino e attore danese.

## Biografia
Ha studiato danza alla Scuola del Balletto Reale Danese, per poi unirsi alla compagnia nel 1981. Dopo essere stato promosso ballerino principale nel 1988, nel 1993 ha vinto il Prix Benois de la Danse.
Da una relazione con la ballerina Anne Marie Vessel Schlüter da avuto un figlio nel 1984; successivamente è stato sposato per tredici anni con la psicologa Sarah Zobel. La coppia ha divorziato nel 2012 dopo aver avuto due figli.